# Награда Бошко Миловановић
Награда Бошко Миловановић, именована по Бошку Миловановићу, додељује се за најбољи новински прилог од стране Српског просвјетног и културног друштва Просвјета, у оквиру конкурса културне манифестације Стопама Луке Милованова Георгијевића која се одржава сваке године у Сребреници. Прва манифестација одржана је 2019. године.

## Лауреати
| Година | Лауреат                              | Награђено дело                                                              | Референца |
| ------ | ------------------------------------ | --------------------------------------------------------------------------- | --------- |
| 2019.  | - Петра Нешић - Младен Којић         |                                                                             | [ 1 ]     |
| 2020.  | - Петра Нешић - Александра Мариловић | - Код Антона у екстраординацији - Чување српског језика као завештања данас | [ 2 ]     |
| 2021.  | Алекса Јаџић                         | Изолована села Нове Вароши                                                  | [ 3 ]     |
| 2022.  | Алекса Ђукановић                     | Четрдесет пет Голужиних година                                              | [ 4 ]     |
| 2023.  | Каја Панчић Миленковић               | Интервју са Јасмином Грковић Мејџор                                         | [ 5 ]     |
| 2024.  | Слађана Миленковић                   | Интервју са Матијом Бећковићем                                              | [ 6 ]     |
| 2025.  |                                      |                                                                             |           |